# Laphria bomboides
Laphria bomboides là một loài ruồi trong họ Asilidae. Laphria bomboides được Macquart miêu tả năm 1849.